# Кастелфранко ди Сото
Кастелфранко ди Сото (итал. Castelfranco di Sotto) је насеље у Италији у округу Пиза, региону Тоскана.
Према процени из 2011. у насељу је живело 8291 становника. Насеље се налази на надморској висини од 16 м.

## Становништво
| 1936. | 1951. | 1961. | 1971.  | 1981.  | 1991.  | 2001.  | 2011.  |
| ----- | ----- | ----- | ------ | ------ | ------ | ------ | ------ |
| 7.046 | 7.130 | 8.090 | 10.359 | 10.769 | 10.834 | 11.415 | 12.904 |